# 洛特·基埃尔斯科乌
洛特·基埃尔斯科乌（丹麥語：Lotte Kiærskou，1975年6月23日—），丹麦女子手球运动员。她曾代表丹麦国家队参加2000年和2004年夏季奥林匹克运动会手球比赛，两届比赛均获得金牌。